# Ключ от преисподней
«Ключ от преисподней» (тур. Baskin) — турецкий хоррор, снятый режиссёром Джаном Эвренолом в 2015 году и основанный на его же короткометражке 2013 года. Премьера фильма состоялась 11 сентября на Международном кинофестивале в Торонто. Для Эвренола это полнометражный дебют в кино.

## Сюжет
Пятеро брутальных копов сидели в ночной забегаловке. Обычный мужской трёп — футбол, девушки, секс — прервал экстренный вызов. Группе приказали проверить заброшенный дом в лесу. Сели в патрульную машину и поехали — привычное дело, ежедневная рутина. Но не в этот раз. Полуразрушенный и пустой, на первый взгляд, дом оказался преддверием Ада, кишащим жуткими монстрами. И каждому из полицейских здесь уготованы чудовищные пытки, каждому — по грехам его.

## В ролях
- Эргюн Куюджу — Рамзи
- Мухаррем Байрак — Явуз
- Гокем Касал — Арда
- Фатих Доккёз — Апо
- Сабахаттин Яакут — Сейфи
- Мехмет Керрахоглу — отец

## Награды[2]
- Международный кинофестиваль фантастических фильмов Fantaspoa в Порту-Алегри (Бразилия): лучший иностранный фильм ужасов
- Фестиваль фантастического кино в Остине (США): лучший режиссёр
- Фестиваль фантастических фильмов и фильмов ужасов Morbido Fest в Мехико (Мексика): лучший фильм
- Хоррор-кинофестиваль Fright Meter Awards: лучшая работа гримёра

Также фильм получил семь номинаций на фестивалях и кинофорумах по всему миру.